# USS Sloat (DE-245)
Pour les autres navires du même nom, voir USS Sloat.
L'USS Sloat (DE-245) est un destroyer d'escorte de classe Edsall en service dans l'US Navy pendant la Seconde Guerre mondiale.
Nommé en l'honneur du contre-amiral John Drake Sloat (1781-1867), sa quille est posée le 21 novembre 1942 par la société Brown Shipbuilding (en) à Houston, au Texas, il est lancé le 21 janvier 1943, parrainé par Mme J. B. Deason ; et mis en service le 16 août 1943 sous le lieutenant commander Edmund Ernest García.

## Opérations dans l'Atlantique Nord
Le Sloat rejoint La Nouvelle-Orléans en Louisiane le 28 août, puis rejoint le 5 septembre les Bermudes pour sa croisière d'essai. Après une période de disponibilité post-essais à Charleston, en Caroline du Sud, du 7 au 17 octobre, le destroyer navigue à New York. Il escorte le convoi UGS-22 le 22 octobre jusqu'à Norfolk, en Virginie. La première semaine en novembre, il escorte le convoi UGS-23 à Norfolk. Le 11 novembre, en tant qu'unité de la 7e division d'escorte, il appareille de New York avec le convoi UGS-24 à destination de Norfolk et de l'Afrique du Nord. Le convoi arrive à Casablanca le 2 décembre, il rejoint le convoi GUS-26 cinq jours plus tard et retourne à New York le 25 décembre 1943.

## Sous attaques de laLuftwaffe
Le 10 janvier 1944, le Sloat rejoint l'UGS-30 en route vers Casablanca et revient avec le GUS-29 le 22 février. L'escorte rejoint la section de New York du convoi UGS-36 le 10 mars et navigue à Norfolk où il a rendez-vous avec le corps principal. Le convoi, composé de 72 navires marchands et de 18 LST, est gardé par la Task Force 64. En route vers Bizerte, en Tunisie, le convoi est attaqué par la Luftwaffe le 1er avril, à environ 56 miles à l'ouest d'Alger. Deux avions sont abattus et deux autres endommagés tandis qu'un seul navire du convoi est touché par l'aviation allemande. Le convoi arrive à Bizerte le 3 avril. Huit jours plus tard, Sloat rejoint un autre convoi et retourne à New York le 1er mai.
Après des exercices d'entraînement dans la baie de Casco, dans le Maine, le Sloat quitte New York avec l'USS Tripoli dans Task Group 22.4, un groupe Hunter-killer le 24 mai 1944. Le groupe fait escale à Argentia, à Terre-Neuve, du 12 au 15 juin, puis reprend la mer. Il revient à New York le 15 juin et opère à partir de cette ville jusqu'au 7 août, date à laquelle il navigue avec le TG 23.9 pour les Caraïbes. En septembre, ils opèrent au large de Terre-Neuve et retournent à New York le 9 octobre 1944. L'escorte opère le long de la côte Est jusqu'au 24 janvier 1945 lorsqu'il rejoint le groupe opérationnel TG 22.4 pour chasser les sous-marins dans l'Atlantique Nord. Le Sloat revient sur la côte Est et opère de New York aux Caraïbes jusqu'au 15 juillet avant de rejoindre San Diego, en Californie, pour servir avec la flotte du Pacifique.

## Transfert dans la flotte du Pacifique
Le Sloat arrive à San Diego le 26 juillet 1945 et reçoit l'ordre de se rendre à Pearl Harbor cinq jours plus tard. Du 20 août 1945 au 1er mai 1946, il effectue des tournées de ravitaillement vers Saipan, Guam, Eniwetok, les îles Carolines, Iwo Jima et Shanghai. Le navire retourne à San Pedro, à Los Angeles, le 1er mai 1946 et est acheminée vers Charleston, en Caroline du Sud, qu'il atteint le 20 mai. Le 12 septembre 1946, il rejoint Green Cove Springs, en Floride, pour son retrait. Il est mis en réserve, puis hors service, en janvier 1947. Le Sloat est rayé du Naval Vessel Register le 2 janvier 1971 et vendu à la Peck Equipment Co., à Portsmouth, en Virginie, le 5 avril 1972 pour démolition.

## Décorations
Le Sloat a reçu une Battle star pour son service pendant la Seconde Guerre mondiale.